# Ugod
Ugod es un pueblo ubicado en el distrito de Pápa, en el condado de Veszprém, Hungría.

## Superficie
Posee una superficie de 62,79 kilómetros cuadrados.

## Demografía
Hasta 2019 la población era de 1340 habitantes, con una densidad de población de 21,34 habitantes por kilómetro cuadrado.